# 沉睡的维纳斯
《沉睡的维纳斯》（Sleeping Venus 或 Dresden Madonna）是意大利文艺复兴艺术大师乔尔乔内创作于1510年的一副油画。画作描繪了罗马神话爱神维纳斯赤裸沉睡的情景。乔尔乔内未完成该画，后由提香完成景观和天空。现藏于德国德累斯顿的历代大师美术馆。

## 近似作品
- 提香的《乌尔比诺的维纳斯》